# Перейра, Домингуш Симойнш
Доми́нгуш Симо́йнш Пере́йра (порт. Domingos Simões Pereira; род. 20 октября 1963, Фарим, Португальская Гвинея) — государственный и политический деятель Гвинеи-Бисау. В течение года (с 2014 по 2015 год) возглавлял правительство Гвинеи-Бисау. С июля 2023 года председатель Национального народного собрания

## Биография
Родился 20 октября 1963 года в Фариме, Португальская Гвинея. Работал в области гражданского строительства и политологии. С 2008 по 2012 год занимал должность исполнительного секретаря Содружества португалоязычных стран. 9 февраля 2014 года был избран лидером Африканской партии независимости Гвинеи и Кабо-Верде (ПАИГК). С 3 июля 2014 по 20 августа 2015 года занимал должность премьер-министра Гвинеи-Бисау.
24 ноября 2019 года вышел во второй тур президентских выборов в Гвинее-Бисау, получив в первом туре 40,13 % голосов избирателей. 29 декабря 2019 года уступил во втором туре бывшему премьер-министру страны Умару Сисоку Эмбало с результатом 46,45 % голосов избирателей.
После победы ПАИГК на выборах 4 июня 2023 года 27 июля избран председателем Национального народного собрания.